# EEstor
EEStor e американска компания, разработваща технология за производството на свръхефективни суперкондензатори. Компанията е базирана в Сидър Парк, Тексас, Съединени американски щати.
Според патента на компанията суперкондензаторите ѝ ще използват бариев титанат, покрит с алуминиев оксид и стъкло, за да достигнат до капацитет, многократно надвишаващ капацитета на батериите и суперкондензаторите на пазара.
Компанията е обявила енергийна плътност на прототипа от 1 MJ/kg (за сравнение днешните литиево-йонни батерии имат 0,54 – 0,72 MJ/kg). Компанията смята, че нейните устройства ще са по-евтини от оловните акумулатори. Много експерти оценяват тези твърдения за нереалистични и все още се очаква EEStor публично да демонстрира обещаните постижения.
Главният продукт на компанията се нарича EESU (англ. Electrical Energy Storage Units, „блокове за съхранение на електрическа енергия“).

## Технически свойства на EESU
EESU се състои от хиляди миниатюрни компоненти, всеки от които е изграден от 10 елемента. Всеки отделен елемент има 100 редуващи се диелектрични слоя от 94% керамичен прах (бариев титанат, който смесен с 4% полимер (PET) и слоеве с алуминиеви електроди).
Според компанията той има следните свойства:
- безтоксичен
- безопасен
- невзривяем
- пълно зареждане от 3 до 5 минути на модул от 152 kg, 33 l, 52 kWh, 31 F, 3500 V, предполагайки достатъчно охлаждане на кабелите
- тегло от 130 – 150 kg
- обем от 0,075 m³
- проектирана изгодна цена – 3200 щ.д. (2100 щ.д. след установяване на масово производство), което е на половина от цената за ват на оловно-цинкови батерии
- диелектрична проницаемост – 19818
- 52 kWh (187 MJ)
- минимум деградация при зареждане
- евтино производство чрез използване на технологии от полупроводниковата индустрия, утвърдени в производството на интегрални схеми и чипове

## Конкуренция
- Наножична батерия от Stanford University [2]
- Графенен суперкондензатор от University of Texas at Austin [3]
- Maxwell Technologies
- AltairNano

## Значимост на технологията
Ако твърденията на компанията се окажат истината, то нейната значимост за световната икономика и енергийната сфера биха били сравними по аналог със значимостта на Google за Интернет поради следните причини:
- цената на съхранението на енергията ще падне с пъти, което прави всички видове алтернативна възобновяема енергия по-рентабилни и атрактивни
- цените на пълно електризираните превозни средства ще падне с пъти – цялото автомобилостроене ще бъде преобразено, тъй като сега то е базирано предимно на производството на превозни средства с мотори с вътрешно горене на въглеводородни горива
- всички видове електронни устройства ще станат много по-мобилни и по-евтини, нови начини на използване на тези устройства ще бъдат изобретени и приложени
- Установените производители на всякакъв вид устройства и течни горива за съхранение на енергия – големите петролни конгломерати, производителите на литиево-йонни батерии ще бъдат подложени на тотален натиск, много от тях просто ще фалират